# El Porvenir Hoy Ejido Lázaro Cárdenas
El Porvenir Hoy Ejido Lázaro Cárdenas är en ort i Mexiko.   Den ligger i kommunen Coyutla och delstaten Veracruz, i den sydöstra delen av landet, 190 km nordost om huvudstaden Mexico City. El Porvenir Hoy Ejido Lázaro Cárdenas ligger 339 meter över havet och antalet invånare är 115.
Terrängen runt El Porvenir Hoy Ejido Lázaro Cárdenas är kuperad västerut, men österut är den platt. El Porvenir Hoy Ejido Lázaro Cárdenas ligger uppe på en höjd. Runt El Porvenir Hoy Ejido Lázaro Cárdenas är det ganska tätbefolkat, med 65 invånare per kvadratkilometer. Närmaste större samhälle är Filomeno Mata, 19,3 km söder om El Porvenir Hoy Ejido Lázaro Cárdenas. Omgivningarna runt El Porvenir Hoy Ejido Lázaro Cárdenas är en mosaik av jordbruksmark och naturlig växtlighet.